# EHC Black Wings Linz
A EHC Liwest Black Wings Linz egy osztrák jégkorongcsapat, a klub az EBEL-ben játszik.

## Jelenlegi keret
| Támadók | Támadók              |
| ------- | -------------------- |
| 79      | Gregor Baumgartner   |
| 71      | Pat Leahy            |
| 21      | Philipp Lukas        |
| 58      | Christian Haidinger  |
| 63      | Markus Schlacher     |
| 19      | Rob Shearer          |
| 91      | Martin Grabher Meier |
| 86      | Meier Grabher        |
| 20      | Brad Purdie          |
| 14      | Justin Keller        |
| 74      | Daniel Oberkofler    |
| 17      | Jason Ward           |
| 12      | Matthias Schwab      |

| Védők | Védők              |
| ----- | ------------------ |
| 55    | Robert Lukas       |
| 8     | Michael Mayr       |
| 47    | Rich Bronilla      |
| 5     | Franklin MacDonald |
| 10    | Reid Cashman       |
| 37    | Aaron MacKenzie    |
| 44    | Fabian Scholz      |
| 11    | Niklas Mayrhauser  |

| Kapusok | Kapusok               |
| ------- | --------------------- |
| 32      | Alex Westlund         |
| 33      | Lorenz Hirn           |
| 31      | Christoph Lindenhofer |